# Historia Ostrowa Wielkopolskiego
Historia Ostrowa Wielkopolskiego – miasta, siedziby starostwa powiatu ostrowskiego w województwie wielkopolskim, jednego z siedmiu głównych ośrodków tego województwa.
Pierwsza wzmianka o Ostrowie pochodzi z XVII-wiecznego dokumentu i świadczy o tym, że istniał w roku 1404, choć sądzi się, że jego historia zaczęła się w ok. X wieku. Nazwa miasta pochodzi od staropolskiego określenia wyspy lub kępy. Parafia na terenie dzisiejszego Ostrowa powstała dopiero w 1434 r. Ostrów miał długo charakter rolniczy, a jego rozwój utrudniało istnienie w pobliżu innych miast. Początkowo należał do rodu Zacharzewskich, a następnie Kiełczewskich. W 1688 roku liczył 91 mieszkańców. Miasto zostało spalone w czasie III wojny północnej.
Rozwój Ostrowa nastąpił po roku 1714, kiedy to przejęli je na własność Przebendowscy i ponownie ulokowali na prawie magdeburskim. Miasto rozwijało się w dużym stopniu przez sprowadzanych ze Śląska rzemieślników pochodzenia niemieckiego i żydowskiego. Wkrótce potem Ostrów przeszedł w ręce Radziwiłłów, którzy przenieśli tu po upadku Księstwa Warszawskiego stolicę powiatu odolanowskiego. Ważnym czynnikiem rozwoju było zbudowanie po 1875 r. linii kolejowej Poznań – Kluczbork, a później ważnego węzła kolejowego.
W 1918 r. doszło tu do wydarzeń tzw. Republiki Ostrowskiej. W czasach II Rzeczypospolitej miasto stało się ważnym ośrodkiem przemysłu, o tempie rozwoju porównywalnym z Gdynią. Wtedy też uzyskało obecną, oficjalną nazwę.
Ostrów był ważnym ośrodkiem oporu partyzanckiego. W czasach PRL-u znaczenie miasta spadło na skutek reformy administracyjnej, która obniżyła jego rangę, jednak rozwijało się ono nadal jako ważny ośrodek przemysłu.

## Do roku 1714
Na północno-wschodnich obrzeżach obecnego Ostrowa ok. X w. prawdopodobnie znajdował się niewielki gród. Najstarsza wzmianka (dokument z XVII wieku) mówi o Ostrowie jako niewielkim prywatnym ośrodku miejskim (jakie zresztą licznie wówczas zakładano), istniejącym w roku 1404. Wcześniej Ostrów był prawdopodobnie niewiele znaczącą osadą wśród łęgów i bagien. Świadczy o tym jego nazwa oznaczająca w staropolszczyźnie wyspę, kępę. Oddzielną parafię utworzono tu, staraniem kanonika kolegiaty kaliskiej Jerzego z Ostrowa herbu Korab, dopiero w 1434 roku, wcześniej był tu kościół filialny parafii w Wysocku Wielkim. Ostrów miał wówczas charakter rolniczy. Przez ten czas jest nieokazały nawet na tle swoich sąsiadów – Sulmierzyc, Odolanowa, Raszkowa, Kwiatkowa czy Sobótki. Rozwój uniemożliwiała w znacznej mierze obecność wokół wielu silnych, prężnie działających ośrodków takich jak Ostrzeszów, Kalisz, Krotoszyn, czy Koźmin. Miasto kilkakrotnie nawiedzały pożary, było wiele razy niszczone przez wojny. W 1710 roku, wobec tragicznej sytuacji miasta (spalenie podczas III wojny północnej), przedstawiciel parafii ostrowskiej przybył do zamku kaliskiego, aby prosić o zwolnienie z opłat. Prawdopodobnie decyzja była negatywna, ponieważ w kolejnym, 1711 roku delegacja mieszczan ostrowskich uroczyście, na kolanach, zrzekła się praw miejskich, by uniknąć podatków i potwierdziła kompletną ruinę Ostrowa.
Właścicielami miasta w tym okresie byli m.in.:
- w XV wieku – kanonik Jerzy z Ostrowa, a po nim Mikołaj z Ociąża,
- w XVI wieku – rodzina Sławskich, po nich Jakub Modlibowski,
- od XVI wieku – rodzina Kiełczewskich,
- do 1685 roku – ostatni z właścicieli Ostrowa pochodzących z rodu Kiełczewskich – Stanisław,
- od 1685 roku – Bogusław Leszczyński,
- do 1698 roku – Rafał Leszczyński,
- w latach 1698–1699 – Stanisław Szczuka,
- od 1699 – Dorota Henryka Przebendowska i Jan Jerzy Przebendowski.

## Lata 1714–1815
Nowy właściciel, podskarbi wielki koronny Jan Jerzy Przebendowski, który posiadł miasto w roku 1699, wyjednał u króla Augusta II Sasa ponowną lokację, w 1714, na prawie magdeburskim. Wcześniej, w 1713, wydany został przywilej na cztery jarmarki rocznie. Wraz z aktem fundacyjnym wydane zostały też przywileje dla rzemieślników: szewców, rzeźników, piekarzy, krawców, stolarzy, kowali, a przede wszystkim – sukienników. Właściciel zwolnił nowo przybyłych z danin na 6 lat, pomógł w odbudowie miasta, wydał nowy status, nakazał tolerancję religijną. Przebendowscy władali miastem do roku 1729. Kolejnymi właścicielami byli:
- w latach 1729–1755 – Franciszek Bieliński,
- w latach 1755-ok. 1770 – Marcin Mikołaj Radziwiłł,
- w latach ok. 1770–1780 – Józef Mikołaj Radziwiłł,
- od 1780 – Michał Hieronim Radziwiłł,
- do 1833 – Antoni Henryk Radziwiłł.

Kolejni właściciele miasta, również nie skąpili na Ostrów. Marszałek wielki koronny Franciszek Bieliński potwierdził stare przywileje i nadał nowe, a kolejni właściciele, Radziwiłłowie, byli patronami (i fundatorami) wielu przedsięwzięć w mieście.
Przez sprowadzanych ze Śląska rzemieślników miasto, w krótkim czasie, stało się trójnarodowym. Zamieszkiwali je Niemcy, Żydzi i Polacy.
więcej o gminie ewangelickiej w Ostrowie: Gmina ewangelicka w Ostrowie
więcej o gminie żydowskiej w Ostrowie: Gmina żydowska w Ostrowie
Wybudowano m.in.:
- ratusz (1731),
- kościół protestancki (1778).
- II kościół katolicki (1782 – fundator Michał Hieronim Radziwiłł),
- I synagoga.

Założone zostały:
- pierwsza w Polsce zawodowa straż pożarna (1752 – Franciszek Bieliński),
- Kurkowe Bractwo Strzeleckie (1730).

Parafia ostrowska została znacznie powiększona, a cmentarz grzebalny przeniesiono poza miasto (obecny Stary Cmentarz – najstarszy czynny cmentarz w Polsce). Ostrów powoli zmieniał swój charakter z ośrodka rolniczego na handlowy. Świadczą o tym cechy Rynku – centralne place w miastach kupieckich były obszerniejsze, aby pomieścić targi i jarmarki. Pod koniec XVIII wieku Ostrów należał już do najznaczniejszych ośrodków w ówczesnym powiecie kaliskim.

## Lata 1815–1845
W 1815 roku właścicielem Ostrowa był Antoni Henryk Radziwiłł, późniejszy namiestnik Wielkiego Księstwa Poznańskiego. Po upadku Księstwa Warszawskiego przeniesiono do Ostrowa (m.in. dzięki staraniom księcia Radziwiłła) z sąsiedniego Odolanowa siedzibę powiatu odolanowskiego, Sąd Powiatowy oraz Kasę Powiatową.
Powstały kolejne obiekty użyteczności publicznej, zakłady przemysłowe:
- nowy ratusz miejski (1828),
- szpital powiatowy (1834),
- nowa szkoła katolicka (1836),
- browar (1839),
- pierwsza drukarnia i zakład litograficzny (1841 – Theodor Hoffmann).

Zwiększyła się rola garnizonu ostrowskiego, gęstniała sieć dróg bitych. Przygraniczne położenie zaczęło procentować. Jednocześnie w szybkim tempie wzrastał odsetek ludności polskiej, choć jeszcze niedawno Ostrów zwano Niemieckim. W wyniku regulacji uwłaszczeniowej przeprowadzonej w prowincji poznańskiej miasto przestało być własnością książąt Radziwiłłów.

## Lata 1845–1914
Za symboliczną cezurę między okresem „niemieckim” i okresem „polskim” w historii miasta można uznać założenie w roku 1845 Królewskiego Katolickiego Gimnazjum Męskiego. Wzniesione wysiłkiem społecznym szybko stało się najlepszą „kuźnią kadr” i ostoją walki z germanizacją – nazywano je „Polskim Atenami” i „Wielkopolską Szkołą Edukacji Narodowej”. Działały liczne organizacje narodowościowe. Ostrowianie brali aktywny udział w Wiośnie Ludów i powstaniu wielkopolskim.
W latach 1874–1876 więziony był w ostrowskim więzieniu kardynał Mieczysław Ledóchowski, którego pomnik stoi dziś na placu przed konkatedrą.
W tym okresie bogate było również życie kulturalne i gospodarcze. W dziedzinie życia społecznego warto odnotować:
- pierwsze ostrowskie pismo – dwujęzyczny „Tygodnik Powiatowy” (1851),
- pierwszy numer „Gazety Ostrowskiej” (1896),
- działalność Towarzystwa Czytelni Ludowych, objazdy bibliobusu (staranie ostrowskiego księgarza i społecznika Stefana Rowińskiego),

- działalność Towarzystwa Śpiewaczego,
- utworzenie Towarzystwa Upiększania Miasta (1900),
- powstanie pierwszego w zaborze pruskim polskiego gimnazjalnego klubu sportowego „Venetia” (1908),
- powstanie jednego z pierwszych polskich towarzystw piłkarskich „Ostrovia” (1909),
- pierwsze muzeum (1910),
- pierwsza monografia Ostrowa: Aus den Vergangenheit der Stadt Ostrowo (1914, ostatni pruski burmistrz miasta Max Bessert).

Najważniejsze nowe obiekty, zakłady, osiągnięcia gospodarcze tego okresu:
- nowa synagoga (1857–1859),
- nowy budynek Amts- und Landgericht (sąd) z więzieniem (1863),
- gazownia (1867),
- koszary (Stare Koszary im. Moltkego – 1867, Nowe Koszary – 1897, Koszary Ułańskie – 1899, hangar dla samolotów i sterowców),
- Fabryka Machin dla Rolnictwa (ob. Spomax, 1882),
- nowa poczta (1886),
- rzeźnia (1897),
- stacja wodociągowa (1897), wodociągi miejskie (1903), kanalizacja, oczyszczalnia ścieków (1907–1909),
- nowy kościół katolicki (ob. konkatedra, 1907),
- Gimnazjum Żeńskie (1910–1911),
- 10 jarmarków rocznie (1910),
- Zigarrenkisten Fabrik (ob. Sklejka-Eko, 1913).

Intensywnie rozwijała się zabudowa. Kamienice nowo budowane były już bez wyjątku stylowe. W roku 1910 opracowano nowy plan zabudowy miasta, który przyczynił się do swego rodzaju boomu budowlanego w mieście. W 1887 z powiatu odolanowskiego wydzielono powiat ostrowski.
Bardzo ważnym czynnikiem miastotwórczym w tamtym okresie okazało się powstanie w Ostrowie węzła kolejowego. W 1875 roku uruchomiono pierwszą linię kolejową (Poznań – Kluczbork). W 1888 uruchomiono linię do Leszna, w 1894 do Skalmierzyc, w 1909 do Wrocławia. W roku 1913 odnotowano tutaj znaczący, jeden z największych w Poznańskiem, wzrost sprzedaży biletów.

## Lata 1914–1918
Przygraniczne położenie powodowało, że ostrowski garnizon odgrywał znaczącą rolę podczas I wojny światowej. Przez miasto kilkakrotnie przechodziły pochody wojsk: rosyjskich i pruskich. Pomimo tego samo miasto nie poniosło większych strat. Inaczej niż w Kaliszu, który w dniach 7–22 sierpnia 1914 roku został prawie całkowicie zniszczony na skutek działań wojsk pruskich (w tym także z garnizonu ostrowskiego), a na tamtejszym Wzgórzu Wiatracznym dokonano mordu na 80 cywilach (decymacja 800 zatrzymanych mężczyzn). 5 kompania 155 pułku piechoty (dowódcą pułkownik von Heise-Rothenburg) z Ostrowa wkroczyła do Kalisza już 2 sierpnia. Wkrótce na czele pozostałych kompanii wkroczył też mjr Preusker, którego obarcza się odpowiedzialnością za ten atak.

## Republika Ostrowska
Na miesiąc przed wybuchem powstania wielkopolskiego sformowano w Ostrowie pierwsze polskie oddziały („I Pułk Piechoty Polskiej”). 10 XI 1918 roku ogłoszono niezależność Ostrowa od władzy pruskiej, a następnie włączenie tego terenu do wolnej Rzeczypospolitej. Strona polska poleciła (pod naciskiem Prus) rozwiązać oddziały (21 XI 1918). Część żołnierzy została potem włączona w struktury stacjonującego w Szczypiornie kaliskiego Batalionu Pogranicznego, który wkrótce po wybuchu powstania wkroczył do miasta. O wydarzeniach związanych z Republiką Ostrowską opowiadają serial „Republika Ostrowska” (1986) oraz film pełnometrażowy (1988) „Republika Nadziei”. Na pamiątkę tamtych wydarzeń Święto Miasta Ostrowa obchodzone jest 10 listopada. Ostateczne wyzwolenie nastąpiło 31 grudnia 1918 roku.

## Lata 1918–1939
Lata międzywojenne są okresem największej prosperity miasta – dynamikę rozwoju Ostrowa porównywano do samej Gdyni (na pocz. lat 30. 2. miejsce w kraju pod względem szybkości rozbudowy – za Polską Agencją Telegraficzną). Powiększono obszar miasta, znacznie zwiększyła się liczba ludności. W 1920 roku nadano urzędową nazwę miasta – Ostrów Wielkopolski, choć często używano też nazwy potocznej – Ostrów Poznański. Pierwszym burmistrzem został Stefan Rowiński (endecja). Najważniejsze osiągnięcia tego okresu to:
- Fabryka Wagon (1920),
- pierwsza w Polsce stacja hodowli jedwabników (Leon Wawrzkiewicz, 1928),
- gmach Banku Polskiego (1930),
- gmach Szkoły im. Estkowskiego,
- rozpoczęcie budowy kościoła św. Antoniego z Padwy (do 1939 doprowadzona pod dach),
- miejska elektrownia,
- basen miejski, dwa stadiony sportowe,
- powstanie prywatnego gimnazjum męskiego (1937),
- teatr miejski, biblioteka miejska, muzeum, działalność Koła Miłośników Sceny (1918–1939), działalność Stowarzyszenia Miłośników Fotografii, Chóru Męskiego „Echo”, Orkiestr Dętych: Węzła PKP i Fabryki Wagon,
- 11 czasopism (w tym 5 dzienników) ukazywało się w roku 1928.
- początki lotniska na Parcelach Zacharzewskich (założone 1914) oraz działalność konstruktorów lotniczych, m.in. Józefa Morissona.

Burmistrzami byli wówczas:
- w latach 1919–1920, burmistrz komisaryczny – Stefan Rowiński,
- w latach 1920–1929 – Stanisław Musielak,
- w latach 1929–1939 – Wacław Cegiełka.

Starostami powiatu ostrowskiego w latach 1919–1939 byli:
- w latach 1919–1920 – Wojciech Lipski
- w latach 1920–1921 – Franciszek de Oroszeny Bohdanowicz
- w latach 1921–1926 – dr Józef Srokowski
- w latach 1926–1927 – dr Józef Łobos
- w latach 1927–1939 – dr Józef Ekkert

W roku 1932 powiat odolanowski został przyłączony do ostrowskiego. W roku 1934 poszerzono granice miasta.
Do początków lat 20. stacjonował w Ostrowie złożony z ochotników 221. Pułk Piechoty, w którym służyli m.in. Jarosław Iwaszkiewicz i Aleksander Wat.
Ostrów wizytowali w latach wojennych m.in.:
- Ignacy Jan Paderewski,
- Józef Haller,
- Stanisław Wojciechowski (dwukrotnie),
- Wincenty Witos (zjazd ludowców południowej Wielkopolski w 1931 roku),
- Ignacy Mościcki.

## Lata 1939–1945

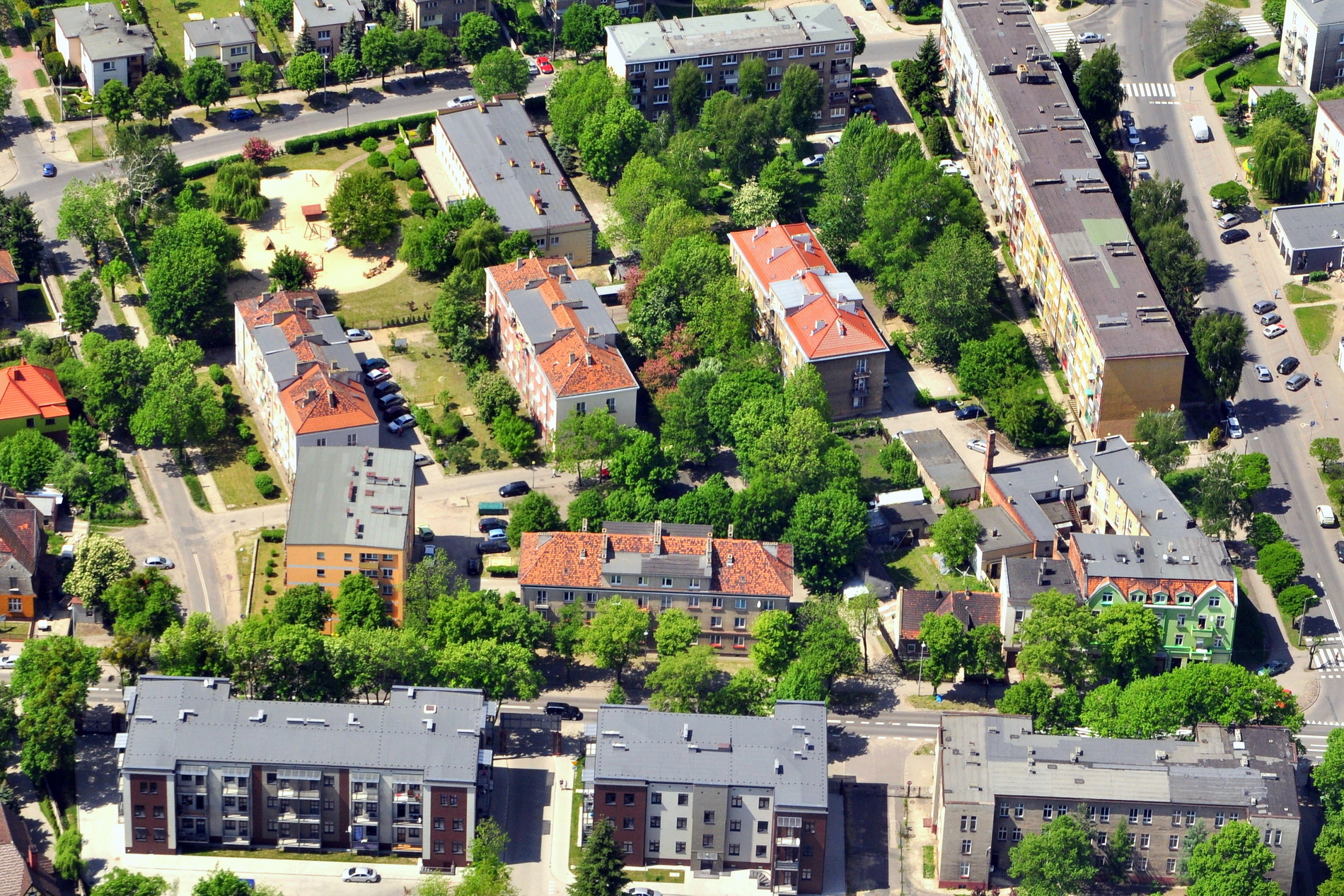
Osiedle mieszkaniowe na Majdanie, w miejscu niemieckiego obozu pracy.

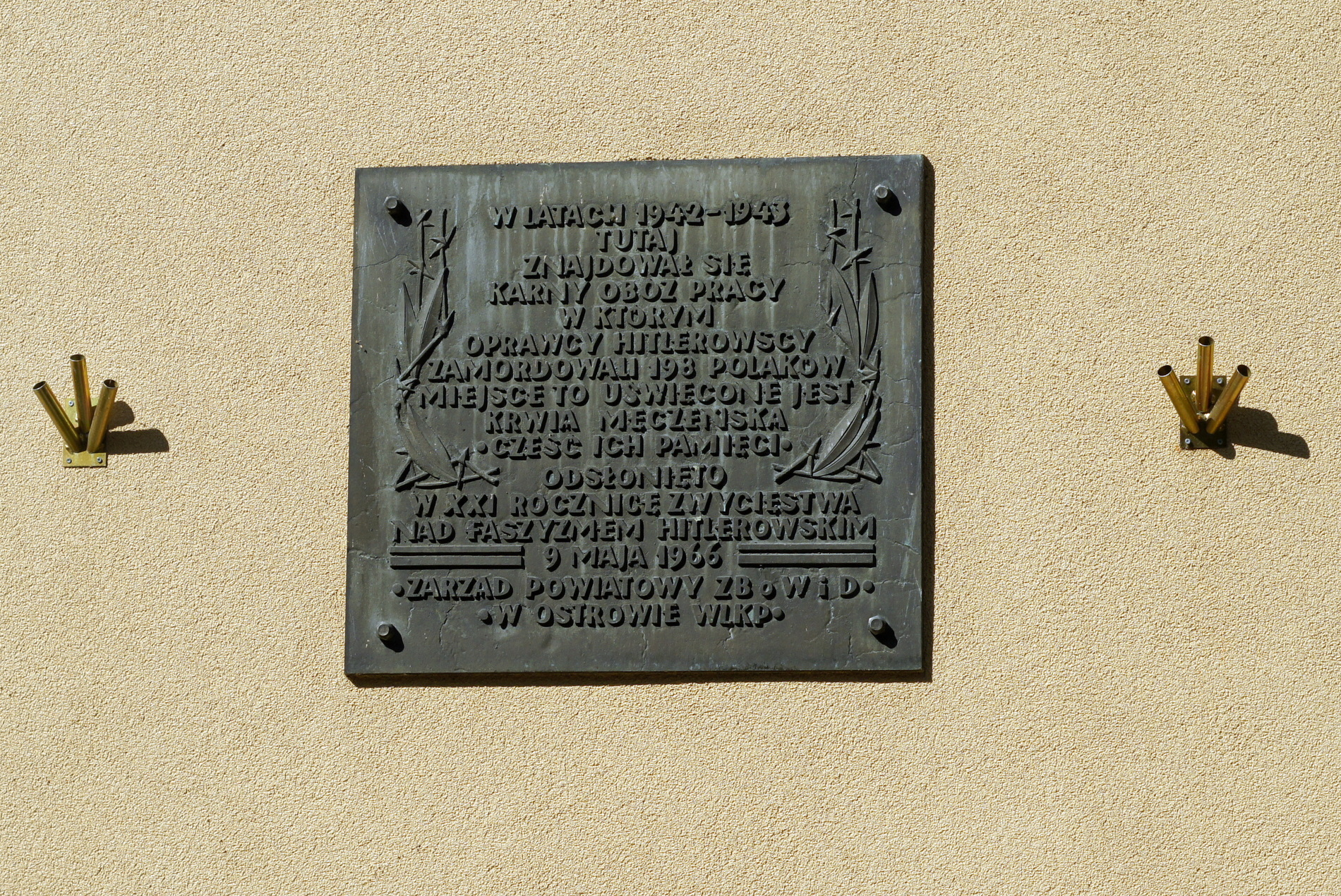
Tablica z 1966 r., upamiętniająca więźniów niemieckiego obozu pracy na Majdanie.

Ostrów należał do najważniejszych ośrodków konspiracji w Wielkopolsce. Po rozbiciu przez gestapo w 1941 r. struktur poznańskich Okręgu ZWZ jego siedziba została, na wniosek Wacława Koteckiego, przeniesiona do Ostrowa, stąd też prowadzono odbudowę struktur Związku dla całego Poznańskiego (kierowali nią m.in. mjr Jan Kamiński i płk Henryk Kowalówka). Tutaj, w 1941 r. zasady działania konspiracji w Wielkopolsce ustalali gen. Tadeusz Bór-Komorowski oraz dowódcy wielkopolscy. W mieście aktywne było podziemie harcerskie – Szare Szeregi (Dziennik Harcerza i Szarotki). Ostrowski 60 Pułk Piechoty uczestniczył m.in. w bitwie nad Bzurą i obronie Warszawy.
Władzę w okresie okupacji sprawowali:
- Walter Hirsch 1939–1940
- Willy Kemnitz 1940–1945

Wysiedlono ok. 5,5 tysiąca z ok. 30 tysięcy mieszkańców miasta, w tym (do getta Litzmannstadt) liczącą 66 ludzi mniejszość żydowską (część czasowo osadzono w obozie na Majdanie). Wielu szanowanych przedstawicieli ostrowskiej społeczności wywieziono lub zamordowano (m.in. 14 grudnia 1939 roku w Lasku Winiarskim pod Kaliszem, zob.: zbrodnia w Winiarach). Na tzw. Majdanie znajdował się obóz pracy, w którym śmierć poniosło 198 jeńców. Hitlerowcy zdążyli jeszcze wybudować w obrębie dzielnicy Piaski-Szczygliczka krematorium (istniało zdewastowane do lat 60.).
Zlikwidowana została cała dzielnica żydowska (Zielony Rynek) z wyjątkiem zamienionej na magazyn synagogi. Na jej miejscu założono park, do budowy którego używano macew z nowego cmentarza żydowskiego. Z tego okresu pochodzi Park Miejski oraz osiedla dla niemieckich pracowników z Rzeszy i ze wschodu zwane Heimstetami (na Krępie i przy ul. Żwirki). Przebudowany został też ostrowski węzeł kolejowy (przystosowanie do zwiększonego ruchu pociągów). Do tych prac wykorzystywano więźniów z ostrowskiego obozu pracy oraz utworzono firmę budowlaną Adamek przy ul. Odolanowskiej (do budowy osiedli).
Burmistrzami miasta mianowano kolejno: znanego ostrowskiego przemysłowca, nastawionego pokojowo do Polaków Waltera Hirscha oraz zdecydowanie antypolskiego Willy’ego Kemnitza.
Okupacja hitlerowska zakończyła się z dniem 23 stycznia 1945 roku (choć ostatnie walki trwały jeszcze 25 stycznia) w wyniku akcji „Burza”. Już 23 stycznia 1945 roku mieszkańcy Ostrowa utworzyli pierwsze, niezależne jeszcze od rządu lubelskiego, władze (Tymczasowy Komitet Miasta i Powiatu) czuwające nad administrowaniem miastem, aprowizacją oraz bezpieczeństwem mieszkańców.
25 stycznia przybył do Ostrowa jego sowiecki komendant wojenny, major Fieczin. 26 stycznia zadecydował on o desygnowaniu na stanowiska burmistrza i starosty przedstawicieli rządu komunistycznego, przy czym przedstawicieli PPR – wobec braku kadr – sprowadzono z zewnątrz.
Wokół Ostrowa w dalszym ciągu działały niekomunistyczne grupy zbrojne – Wielkopolska Samodzielna Grupa Ochotnicza „Warta” (ok. 10 tysięcy żołnierzy w regionie wielkopolskim) oraz koordynowane przez nią grupy: „Otta” (150 ludzi), „Murata” (40 ludzi, do listopada 1948), „Korona” (6 ludzi), „Rudka” (12 ludzi), „Szarego” (60 ludzi), a także jednostka „Błyska” – ponad stuosobowy, dobrze uzbrojony i zmotoryzowany oddział, który został rozbity 22 października 1945 roku, w ciężkiej bitwie pod Odolanowem.

## Lata 1945–1989

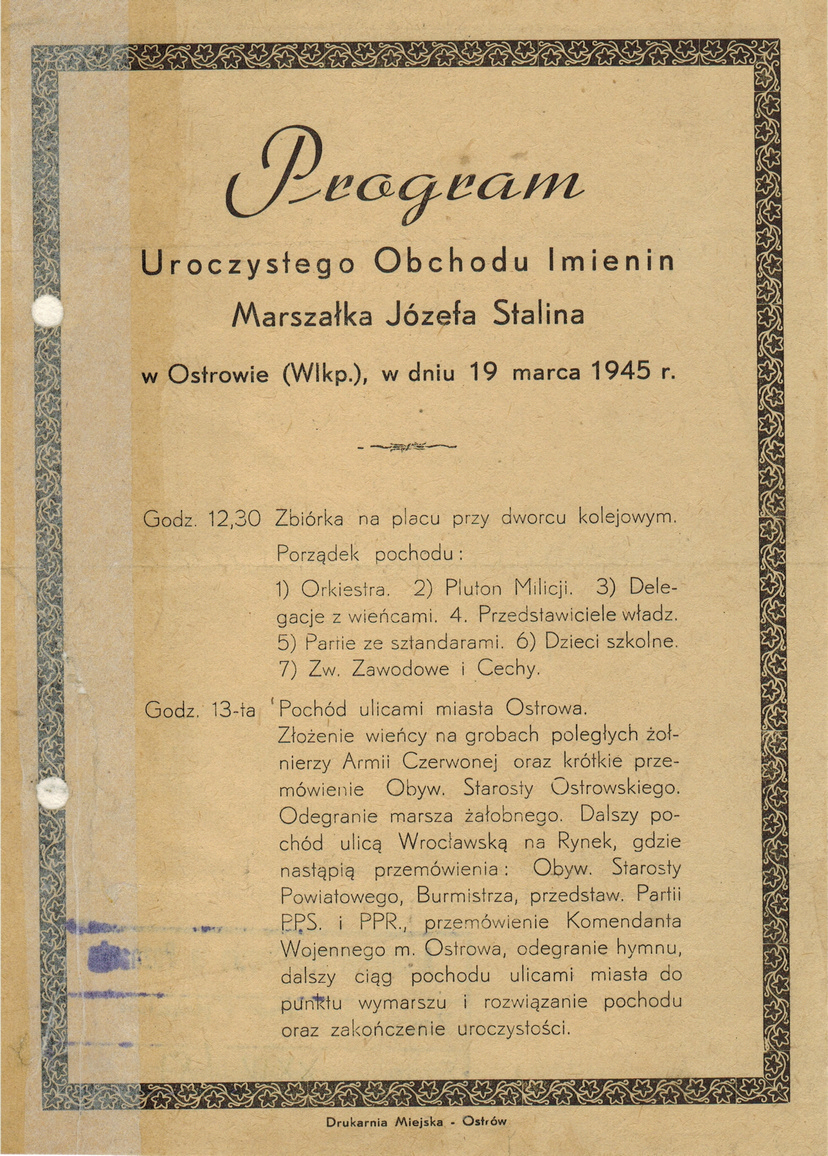
Program obchodów imienin Stalina w Ostrowie Wlkp. w 1945 r. (miejsce przechowywania: Archiwum Państwowe w Poznaniu).

Burmistrzem w roku 1945 został Idzi Zemski (1945–1948). W 1948 stanowisko burmistrza zastąpiono urzędem prezydenta miasta. Został nim Władysław Prętkowski (1948–1949). Od 1950 władzę w Ostrowie sprawowali przewodniczący Prezydium Miejskiej Rady Narodowej.
Stefan Cajdler 1950–1954
Stanisław Chojdak 1954–1957
Sylwester Walczak 1957–1958
Marian Gilarski 1958–1969
Janusz Garbacz 1969–1973
Józef Czubak 1973–1975.
Ponownie stanowisko prezydenta przywrócono w roku 1975. Funkcję tę sprawowali w omawianym okresie:
- Lech Makowski 1975–1977
- Grzegorz Woźny 1977–1985
- Jerzy Świątek 1985–1990.

Był to okres intensywnej rozbudowy miasta, jednak trudno ocenić go jako pozytywny ze względu na chaotyczność zabudowywania, powiązaną z poważnymi uszczerbkami w substancji zabytkowej, nierozsądną gospodarką komunalną i poważnym niedoinwestowaniem w różne dziedziny (przede wszystkim edukacja, infrastruktura i kultura). . Zarzucono wiele wcześniej planowanych inwestycji (hotel, drogi, oczyszczalnia), przeniesiono do miasta wojewódzkiego jedyny tytuł prasowy („Południowa Wielkopolska”), zlikwidowano II Liceum, znacznie ograniczono dotacje (m.in. na kulturę – w roku 1990 wojewoda otrzymał 10,4 mld złotych, z tego na Ostrów Wielkopolski przeznaczono 0,499 mld). Teza o niekorzystnej sytuacji Ostrowa w tym okresie jest jednak często kwestionowana. Jako kontrargumenty podaje się m.in. znaczący przyrost ludności w latach 1975–1989 (od ok. 52 tys. w 1975 r. do ok. 70 tys. w 1987 r.) oraz licznych przedstawicieli ostrowian wśród władz województwa.
Na korzyść tego okresu świadczą osiągnięcia z różnych dziedzin takie jak:
- powstanie Aeroklubu Ostrowskiego (1945),
- powstanie Zakładów Automatyki Przemysłowej (1945),
- utworzenie Gimnazjum Mechanicznego Kolejowego (1945),
- powstanie Ostrowskich Zakładów Drobiarskich (1951),
- dokończenie budowy kościoła św. Antoniego Padewskiego,
- otwarcie szpitala kolejowego dla dzieci (1958),
- uruchomienie komunikacji miejskiej (1960),
- otwarcie nowego Szpitala Miejskiego (1966),
- rozbudowa dworca kolejowego Ostrów Wielkopolski (1966),
- zakończenie budowy zbiornika Piaski-Szczygliczka (1978),
- otwarcie kompleksu szkolnego ZAP (ob. ZST, 1978),
- powiększenie obszaru miasta (1979),

w tym w dziedzinie kultury:
- Teatr Lalek „Rusałka” (1953–1981),
- Teatr Ludowy (1945–1949),
- Zespół Teatralny ODK (1970–1975),
- Amatorska Grupa Teatralna „Szarańcza” (1983–1988),
- stała scena zamiejscowa Teatru im. Wojciecha Bogusławskiego w Kaliszu,
- Ostrowskie Koncerty z Lilijką (1960–1992),
- działalność Międzynarodowego Klubu Prasy i Książki (od 1974, ob. Empik),
- Międzynarodowe Biennale Małej Formy Graficznej i Exlibrisu (od 1985),
- Dni Chopinowskie (ob. Międzynarodowy Festiwal „Chopin w barwach jesieni”, od 1982),
- Ogólnopolskie Biennale Fotografii w Technikach Specjalnych „Remis” (od 1977).

W lipcu 1980 roku Ostrów należał do pierwszych i najważniejszych ośrodków strajkowych, a na I Krajowym Zjeździe Delegatów NSZZ „Solidarność” w Gdańsku, w 1981 roku, delegat z Ostrowa, Henryk Siciński, zainicjował uchwalenie Posłania do ludzi pracy Europy Wschodniej.
W latach 1981–1982 w Ostrowie znajdował się obóz dla internowanych.

## Od roku 1989
W 1999 roku przywrócono powiaty, powiększono też zakres działania prezydentów miasta. Do dziś funkcję tę sprawowali:
- w latach 1990–2002 – Mirosław Kruszyński,
- w latach 2002–2006 – Jerzy Świątek,
- w latach 2006–2010 – Radosław Torzyński,
- w latach 2010–2014 – Jarosław Urbaniak,
- od roku 2014 – Beata Klimek.

Przywrócenie samorządności otwarło miastu nowe perspektywy. Najważniejsze osiągnięcia Ostrowa i jego mieszkańców w III RP to:
- otwarcie nowej siedziby oddziału ZUS-u oraz ośrodka szkolenia urzędników ZUS dla płd.-zachodniej Polski (1990),
- Salon Plastyki „Egeria” (od 1990),
- Spotkania Muzyki Dawnej Chanterelle Festiwal (od 1993),
- Festiwal „Wszystko Jest Poezją” (od 1993),
- nowa stacja uzdatniania wody (1995), oczyszczalnia ścieków w Rąbczynie (2002), stopniowa kanalizacja miasta,
- „Jazz w Muzeum” (od 1994) i „Muzeum Jazz Festiwal” (od 1996),
- otwarcie kina Komeda (1996),
- pierwsza emisja obligacji komunalnych, powstanie grupy kapitałowej Holdikom (1996) – Ostrów staje się synonimem rozsądnej gospodarki komunalnej, w 2000 spółka CeTO (obecnie BondSpot) wyróżniła miasto jako lidera na rynku obligacji komunalnych,
- Festiwal Teatrów Niezależnych,
- brązowy medal mistrzostw Polski dla koszykarzy Stali Ostrów (2002),
- działalność Ostrowskiej Ligi Koszykówki (grają w niej już zespoły z sąsiednich powiatów, a nawet z Konina).
- oddawanie do użytku kolejnych odcinków obwodnicy śródmiejskiej (Chłapowskiego, Siewna, cz. Długa), modernizacja znacznej części ulic,
- otwarcie nowego budynku Miejskiej Biblioteki Publicznej (2001),
- oddanie do użytku nowej strażnicy Straży Pożarnej (2004), oraz ukończenie modernizacji nowej siedziby Policji (2005),
- restauracja wielu zabytkowych obiektów (kamienice, ratusz, willa Kupkego i in.),
- Ostrowski Festiwal Nauki (od 2005), II edycja pod patronatem honorowym Ministra Edukacji i Nauki.
- powołanie Wyższej Szkoły Inżynierskiej

Za osiągnięcia w dziedzinie gospodarowania finansami i mieniem komunalnym miasto otrzymało w okresie 1990–2002 wiele wyróżnień, m.in. Najlepsza Gmina III Rzeczypospolitej, Profesjonalna Gmina – przyjazna inwestorom i in. Zdolność kredytowa samorządu Ostrowa w latach 1997–2002 była oceniana na wysokim poziomie „A-”, a rozwiązania stosowane wówczas w mieście uznane zostały za modelowe i nazwane tzw. „ostrowskim modelem zarządzania”.
W ciągu dwudziestu lat utworzono w Ostrowie 5 filii uczelni wyższych, na których studiuje ok. 2000 tysięcy studentów. Założone zostało 24 sierpnia 2006 Stowarzyszenie Edukacji Akademickiej w Ostrowie Wielkopolskim, skupiające przedstawicieli środowiska naukowego Politechniki Wrocławskiej i społeczności lokalnej.
Stopa bezrobocia utrzymuje się na wysokim poziomie (19,8% na początku roku 2004, 16,3% 30 czerwca 2006). Dotyczy ono głównie zwolnionych na skutek upadłości bądź restrukturyzacji pracowników przemysłu elektromaszynowego. Decydująca o sytuacji gospodarczej Ostrowa w ostatnim piętnastoleciu była też likwidacja Jednostki Wojskowej 1956 oraz to, że przez cały ten czas udało się sprowadzić do miasta, pomimo przodowania w rankingach ekonomicznych, zaledwie dwóch znaczących inwestorów (General Motors – Delphi Harrison Thermal Systems oraz PKN Orlen).
Dworzec Ostrów Wielkopolski został w 2006 r. włączony w sieć PKP „Dworce kolejowe”.
Bardzo pozytywnie na tym tle wypadają liczne nowe inicjatywy kulturalne i naukowe, a wśród nich: Ostrowski Festiwal Nauki (II edycja pod patronatem honorowym Ministra Nauki i Szkolnictwa Wyższego), działalność Południowowielkopolskiej Grupy Ogólnopolskiego Towarzystwa Ochrony Ptaków, publikacje związane z obchodami 600-lecia miasta i nie tylko – Bedeker Ostrowski Marka Olejniczaka (PTTK Ostrów 2004), Ostrów pod znakiem pegaza Witolda Banacha (Muzeum Miasta 2005), monografia ostrowskiej AK Edmunda Jakubka i in.

## Zmiany liczby mieszkańców miasta
- 1505 – 150-180
- 1579 – 4 (po wielkim pożarze miasta)
- 1688 – 91
- 1717 – 57
- 1789 – 1927
- 1796 – 3191
- 1820 – 3674
- 1840 – 4797
- 1858 – 5891
- 1861 – 7031
- 1885 – 9109
- 1900 – 11 781
- 1913 – 15 502
- 1921 – 16 421
- 1927 – 18 167
- 1934 – 27 338
- 1938 – 31 723
- 1945 – 32 934
- 1950 – 32 787
- 1960 – 43 579
- 1970 – 49 585
- 1980 – 62 525
- 1992 – 74 405
- 1997 – 74 724
- 2004 – 73 178
- 2005 – 71 342
- 2006 – 72 672

## Przynależność administracyjna Ostrowa
Przynależność do jednostek administracyjnych:
- do 1569 – Królestwo Polskie, województwo kaliskie, powiat kaliski
- 1569–1793 – Rzeczpospolita Obojga Narodów, Korona Polska, prowincja wielkopolska, województwo kaliskie, powiat kaliski
- 1793–1796 – Królestwo Prus, Prusy Południowe, powiat odolanowski
- 1796–1807 – Królestwo Prus, Prusy Południowe, departament kaliski, powiat odolanowski
- 1807–1815 – Księstwo Warszawskie, departament kaliski, powiat odolanowski
- 1815–1848 – Królestwo Prus, Wielkie Księstwo Poznańskie, rejencja poznańska, powiat odolanowski z siedz. w Ostrowie
- 1848–1871 – Królestwo Prus, Prowincja Poznańska, rejencja poznańska, powiat odolanowski z siedz. w Ostrowie
- 1871–1887 – Cesarstwo Niemieckie, Królestwo Prus, Prowincja Poznańska, rejencja poznańska, powiat odolanowski z siedz. w Ostrowie
- 1887–1918 – Cesarstwo Niemieckie, Królestwo Prus, Prowincja Poznańska, rejencja poznańska, powiat ostrowski
- 1919–1939 – Rzeczpospolita Polska, województwo poznańskie, powiat ostrowski
- 1939–1940 – Rzesza Niemiecka, Okręg Rzeszy „Poznań”, powiat ostrowski
- 1940–1941 – Rzesza Niemiecka, Kraj Warty, Okręg Kalisz, powiat ostrowski
- 1941–1945 – Rzesza Niemiecka, Kraj Warty, Okręg Łódź, powiat ostrowski
- 1945–1948 – Rzeczpospolita Polska, województwo poznańskie, powiat ostrowski
- 1948–1952 – Rzeczpospolita Polska, województwo poznańskie, powiat miejski Ostrów Wielkopolski
- 1952–1975 – Polska Rzeczpospolita Ludowa, województwo poznańskie, powiat miejski Ostrów Wielkopolski
- 1975–1989 – Polska Rzeczpospolita Ludowa, województwo kaliskie
- 1989–1998 – Rzeczpospolita Polska, województwo kaliskie
- od 1999 – Rzeczpospolita Polska, województwo wielkopolskie, powiat ostrowski

## Ostrów Wielkopolski jako garnizon wojskowy

### Jednostki niemieckie stacjonujące w latach 1793–1918
- Pułk Huzarów Württemberskich
- 4 Szwadron 1 Pułku Ułanów Śląskich
- 4 Szwadron 1 Pułku Ułanów Landwehry
- 4 Szwadron 14 Pułku Dragonów Marchii Brandenburskiej
- 2 Batalion 2 Śląskiego Pułku Piechoty
- sztab 77 Brygady Piechoty
- 2 Szwadron 1 Pułku Ułanów Śląskich im. Cara Rosji Aleksandra III
- sztab oraz 1 i 2 Batalion 155 Pułku Piechoty Pruskiej

### Jednostki stacjonujące w latach 1917–1939
- 1 Pułk Piechoty Polskiej (Republika Ostrowska)
- 221 Pułk Piechoty
- 60 Pułk Piechoty Wielkopolskiej
- 25 Pułk Artylerii Lekkiej
- Ostrowski Batalion Obrony Narodowej
- Straż Graniczna

### Jednostki stacjonujące po 1945 (rozwiązane)
- Jednostka Wojskowa 1956
- 3 Ośrodek Szkolenia Kierowców

### Jednostki stacjonujące po 1945
- Wojskowa Komenda Uzupełnień
- Placówka Pracowni Psychologicznej